# ديوان الخراج
ديوان الخراج ديوان يجمع الخراج ويقرر سير الإنفاق من موارده على شؤون الدولة، وكان في كل ولاية ديوان أشبه بالإدارة المالية المحلية، وهو نظام يشبه الفدراليات، بحيث يُجمع الخراج ويُحتفظ به في الولاية، فيكون كله مخصصًّا للولاية، ومن ثم يُرسل الفائض إلى العاصمة حيث تُجمع دخل الأراضي الزراعية في ديوان مركزي لقاء إيصال استلام وصرف وتجري عن طريق محاسبة دواوين الولايات.